# Jingtai
Jingtai (xinès 景泰) (1428-1457) va ser el setè emperador de la Dinastia Ming. Va ocupar el poder quan el ser germà l'emperador Zhengtong va ser capturat i empresonat pels mongols.

## Biografia
Zhu Qiyu va néixer el 21 de setembre de 1428 a Pequín, segon fill de l'emperador Xuande. Va escollir el nom de regnat Jingtai, i com a nom pòstum o de temple va tenir la denominació de Taizong ó Daizong.
Va ocupar el poder amb només 22 anys a causa de la captura del seu germà, l'emperador Zhengtong, per part de les tropes del líder dels oirat-mongols Esen Taiji, en els incidents de Tumu (1449).
En una situació sense precedents, quan Zhengtong va ser alliberat i va retornar a Pequín, Jingtai va seguir governant amb el suport del ministre Yu Qian i va posar al seu germà sota arrest domiciliari durant set anys en un palau de la Ciutat Prohibida.
Va tenir quatre consorts: l'emperadriu Xiao Yuan Jing (孝淵景皇后) amb qui va tenir dues filles, l'emperadriu Su Xiao amb qui va tenir un fill (Zhu Jianji), la Noble Consort Tang i la concubina Li Xi’er.
Durant el seu mandat es van fer obres importants amb la reparació de diversos canals i dics de la ribera del riu Groc, i la del Gran Canal, amb una prospera situació econòmica que va facilitar el reforçament de la dinastia.
El fill de Jingtai va desaparèixer de forma misteriosa i l'emperador va caura en una situació de pena i depressió, situació quer va aprofitar el seu germà per recuperar el poder i tornar a ser emperador amb el nom de Tianshun.
Jingtai va morir a Pequín el 14 de març de 1457, amb el nom postum o de temple de Taizong. El seu germà no va permetre que fos enterrat en les tombes de la dinastia i està enterrat amb l'emperadriu Wang al turó de Jinshan a les muntanyes de Xishan, a l'Ouest de Pequín, amb honors només de Princep. La seva tomba té el nom de Jingtailing.